# Oedaleus
Oedaleus is een geslacht van rechtvleugeligen uit de familie van de veldsprinkhanen (Acrididae). De wetenschappelijke naam werd gepubliceerd in 1853 door Fieber.

## Soorten
Oedaleus omvat de volgende soorten:
- Oedaleus abruptus Thunberg, 1815
- Oedaleus asiaticus Bey-Bienko, 1941
- Oedaleus australis Saussure, 1888
- Oedaleus bimaculatus Zheng & Gong, 2001
- Oedaleus carvalhoi Bolívar, 1889
- Oedaleus cnecosopodius Zheng, 2000
- Oedaleus decorus Germar, 1825
- Oedaleus flavus Linnaeus, 1758
- Oedaleus formosanus Shiraki, 1910
- Oedaleus hyalinus Zheng & Mao, 1997
- Oedaleus infernalis Saussure, 1884
- Oedaleus inornatus Schulthess Schindler, 1898
- Oedaleus instillatus Burr, 1900
- Oedaleus interruptus Kirby, 1902
- Oedaleus johnstoni Uvarov, 1941
- Oedaleus manjius Chang, 1939
- Oedaleus miniatus Uvarov, 1930
- Oedaleus nadiae Ritchie, 1981
- Oedaleus nigeriensis Uvarov, 1926
- Oedaleus nigripennis Zheng, 2005
- Oedaleus nigrofasciatus De Geer, 1773
- Oedaleus obtusangulus Uvarov, 1936
- Oedaleus plenus Walker, 1870
- Oedaleus rosescens Uvarov, 1942
- Oedaleus sarasini Saussure, 1884
- Oedaleus senegalensis Krauss, 1877
- Oedaleus virgula Snellen van Vollenhoven, 1869